# 大阪府立大正白稜高等学校
大阪府立大正白稜高等学校（おおさかふりつ たいしょうはくりょう こうとうがっこう、英: Osaka Taisho Hakuryo Highschool）は、大阪府大阪市大正区にある公立の総合学科高校。

## 概要
「大阪府立高等学校・大阪市立高等学校再編整備計画」（2019年度から2023年度まで）に基づき、大正区にある大阪府立泉尾高等学校と大阪府立大正高等学校を統合する方針が打ち出され、2018年4月1日に開校した。校舎・敷地は従来の泉尾高等学校のものを転用している。
学校名は、大正区に位置していることから、所在地の地名であり前身校の大正高等学校の名称でもある「大正」と、もう一つの前身校の泉尾高等学校の校章のモチーフとなっていた「白百合」と「三稜」から泉尾高等学校同窓会の名称にもなっている「白稜」を組み合わせて命名された。
全日制の総合学科で、「文理・アドバンス」、「ライフ・健康」、「地域・ビジネス」、「IT・クリエイティブ」の四つの系列がある。
1年生・2年生で「リーディングスキルプログラム」授業を実施。文章や資料・データを正確に読み取る力を伸ばし、「考え抜く力」を育成する。

## 沿革
2018年、前身校の大正高等学校と泉尾高等学校を統合して開校した。
一方で開校2年目の2019年度から定員割れの状況が6年連続で続いたとして、大阪府教育委員会は2024年8月、同校を2026年度入試から募集停止する方針を発表した。これに伴い、大正区から高校がなくなるなどとして募集停止撤回署名を集めるなどの反対運動が起きたものの、大阪府教育委員会は2024年11月、当初の計画案通り、同校の2026年度よりの募集停止を決定した。これに伴い、最終学年が卒業する2028年3月に閉校する見通しになっている。

### 年表
- 2018年 4月1日 - 大阪府立大正白稜高等学校開校。
- 2018年4月9日 - 大正白稜高校の開校式及び第一回入学式[7]
- 2024年11月11日 - 大阪府教育委員会、同校の2026年度からの新入生募集停止を正式決定。
- 2025年 - 最終学年の生徒募集。この年の入学試験を最後に生徒募集停止。
- 2028年3月 - 最終学年の卒業に伴い閉校（予定）。

## 交通
- JR西日本大阪環状線・Osaka Metro長堀鶴見緑地線大正駅 南西へ約1.2km（徒歩で約15分）
- 大阪環状線・Osaka Metro中央線 弁天町駅 南西へ約1.9km（徒歩で約25分）
- 大阪シティバス 「永楽橋筋」バス停より西へ約400m（徒歩で約4分）または「泉尾三丁目」バス停より東へ約200m（徒歩で約2分）